# Abrahám z Efezu
Abrahám z Efezu byl mnich, arcibiskup Efezu, církevní otec a autor mnoho vlivných pojednání.

## Hagiografie
Především je známý pro dvě kázání: Uvedení Páně do chrámu a Zvěstování Panny Marie. Jeho homilie vznikla pravděpodobně v Konstantinopoli mezi roky 530 a 550. Je možná nejstarším svědectvím oslavy těchto svátků. Svátek v tomto městě byl potvrzen v 6. století, v Antiochii na koncil stejného století, a na západě v 7. století.
V polovině 6. století založil klášter Abrahamittenes v Konstantinopoli a byzantský klášter poblíž Jeruzaléma. Mniši z kláštera se nazývají Abrahamité.
Jeho svátek se slaví 28. října.